# 鉄硫黄タンパク質
鉄硫黄タンパク質（てついおうタンパクしつ、iron-sulfur protein）は、酸化数が可変の二、三および四鉄中心を含む鉄・硫黄クラスターの存在で特徴づけられるタンパク質である。鉄硫黄クラスターはフェレドキシンやNADPデヒドロゲナーゼ、ヒドロゲナーゼ、補酵素Qシトクロムcレダクターゼ、コハク酸デヒドロゲナーゼ、ニトロゲナーゼなど多くの金属タンパク質で見られる。最もよく知られる鉄硫黄クラスターの役割はミトコンドリアでの電子伝達にかかる酸化還元反応である。酸化的リン酸化の複合体Iおよび複合体IIはマルチプルな鉄硫黄クラスターを持つ。鉄硫黄タンパク質は他にもアコニターゼのような触媒（SAM依存型酵素に見られるラジカル生成）、リポ酸とビオチンの生合成における硫黄供与体など多くの機能を持つ。加えて、いくつかの鉄硫黄タンパク質は遺伝子発現も調節している。鉄硫黄タンパク質は生命活動によって発生した一酸化炭素からの攻撃に脆弱である。

## 構造
ほとんどの鉄硫黄タンパク質では、Fe中心は四面体で、末端配位子はシステイニル残基からのチオラト硫黄中心で、硫黄基は2もしくは3配位である。これらの特徴を持つ3種類の鉄硫黄クラスターが最も一般的である。

### 2Fe-2Sクラスター
最も単純な他金属系である[Fe2S2]クラスターは、2個の鉄イオンが2個の硫化物イオンで架橋され、4つのシステイニル配位子（フェレドキシン中のFe2S2）もしくは2つのシステインと2つのヒスチジン（リスケタンパク質）が配位した構造をとる。その酸化型タンパク質では2個のFe3+イオンを含み、還元型では1個のFe3+イオンと1個のFe2+イオンを含む。したがって、(FeIII)2とFeIIIFeIIの2種の酸化状態が存在する。

### 4Fe-4Sクラスター
一般的なのは4個の鉄イオンと4個の硫化物イオンがキュバンのように頂点に配置した構造である。Fe中心は一般にシステイニル配位子によってより遠方に配位される。[Fe4S4]電子伝達タンパク質（[Fe4S4]フェレドキシン）は低電位（細菌タイプ）と高電位フェレドキシン(HiPIP)にさらに細分することができる。低電位フェレドキシンと高電位フェレドキシンは以下のように関連している。
HiPIPでは、クラスターは [2Fe3+, 2Fe2+] (Fe4S2+
4) と [3Fe3+, Fe2+] (Fe4S43+)の間で行き来する。この酸化還元対の電位の範囲は0.4から0.1 Vである。細菌性フェレドキシンでは、酸化状態のペアは[Fe3+, 3Fe2+] (Fe4S+)
4 and [2Fe3+, 2Fe2+] (Fe4S42+)で、電位の範囲は-0.3 から -0.7 Vである。この2種のクラスターはFe4S2+
4の酸化状態を共有している。酸化還元対の違いは水素結合の数であると考えられ、それはシステイニルチオラート配位子の塩基性を強く修正している。
いくつかの4Fe-4Sクラスターは基質と結びつけられ酵素に分類されている。アコニターゼでは、4Fe-4Sクラスターは1個のFe中心がアコニット酸に結びつきチオラート配位子が不足している。このクラスターは酸化還元を経ず、ルイス酸触媒としてアコニット酸からイソクエン酸への変換に用いられる。ラジカル-SAM酵素では、クラスターはラジカルを生成するため還元型S-アデノシルメチオニンと結びつくが、これは多くの生合成で見られる。

### 3Fe-4Sクラスター
[Fe3S4]中心を含むタンパク質も知られており、より一般的な[Fe4S4]核よりも鉄が1個少ない。3個の硫化物イオンが2個の鉄イオンをそれぞれ架橋し、4個目の硫化物イオンは3個の鉄イオンを架橋している構造をとる。この一般的な酸化状態は[Fe3S4]+ (すべてFe3+ 型) と [Fe3S4]2- (すべてFe2+ 型)の間で変化していると考えられる。いくつかの鉄硫黄タンパク質では、[Fe4S4]クラスターは[Fe3S4]クラスターに酸化と1個の鉄イオンの喪失で可逆的に変換することができる。例えば、不活性型アコニターゼが持つ[Fe3S4]はFe2+と還元剤の付加によって活性化される。

### その他のクラスター
それ以上の他金属系も一般的である。例えば8Feと7Feの両方を含むニトロゲナーゼがある。一酸化炭素デヒドロゲナーゼや[FeFe]-ヒドロゲナーゼも特徴的なFe-Sクラスターを持つ。

## 生合成
Fe-Sクラスターの研究は活発になされている。鉄硫黄クラスターの生合成はE. coliとA. vinelandiiおよびS. cerevisiaeで最もよく研究された。3種の異なる生合成系が確認されており、それぞれNIF（nitrogen fixation）、SUF（sulfur）、ISC（iron-sulfur cluster）系と名付けられ、それらは細菌で初めて確認された。このうち、NIF系はニトロゲナーゼの生合成に関与する系である。NIFとSUF系が独立して機能している大腸菌を除き、通常の生物はどちらか片方のみを持つ。この2つの中でも、より広く分布するのはSUF系である。

## 合成類似化合物
天然に生成するFe-Sクラスターの合成類似化合物を初めて報告したのはRichard H. Holmらである。彼らはFe-Sクラスターの合成類似化合物としてチオラートと硫化物の混合物と鉄塩から(Et4N)2[Fe4S4(SCH2Ph)4]を合成した。